# Cheliuskinets
Cheliuskinets (en ucraniano: Челюскінець; en ruso: Челюскинец) es un asentamiento urbano ucraniano perteneciente al óblast de Lugansk. Situado en el este del país, hasta 2020 era parte del raión de Lutúgine, pero hoy es parte del raión de Lugansk y del municipio (hromada) de Lutúgine.
La ciudad se encuentra ocupada por Rusia desde la guerra del Dombás, siendo administrada como parte de la de facto República Popular de Lugansk.

## Geografía
Cherliuskinets está a orillas del río Bila, 4 km al norte de Lutúgine y 17 km al suroeste de Lugansk.

## Historia
Cheliuskinets se fundó en 1930 como la parte central de la granja estatal de Cheliuskintsi.
En 1967 recibió el estatus de asentamiento de tipo urbano. 
Desde el verano de 2014, durante la guerra del Dombás, el lugar ha sido ocupado por separatistas prorrusos de la República Popular de Lugansk.

## Demografía
La evolución de la población entre 1989 y 2022 fue la siguiente:
| 1534                                                          | 1327 | 1151 | 1103 | 1091 |
| (Fuente: Cities & Towns of Ukraine y UKRAINE: Größere Städte) |      |      |      |      |

Según el censo de 2001, la lengua materna de la mayoría de los habitantes, el 65,56%, es el ruso; del 33,23% es el ucraniano.